# Абоньи, Аттила
Аттила Абоньи (англ. Attila Abonyi; 16 августа 1946, Будапешт — 6 июля 2023, Новый Южный Уэльс) — австралийский футболист, полузащитник, футбольный тренер.

## Карьера

### Клубная
Абоньи родился в Венгрии, а футболом начал заниматься в 1957 году, после переезда в Австралию в возрасте 10 лет. Аттила дебютировал в «Мельбурн Венгрии» в 1962 году, в 15 лет, в викторианской государственной лиге. В 1967 году он был ключевым игроком клуба, внеся вклад в завоевание первого титула в лиге. Также он стал лучшим бомбардиром сезона, забив 31 гол в 29 играх. В том же году он стал героем матча, сделав хет-трик против «АПИА Тайгерс». Этот сезон был для Аттилы последним в «Мельбурн Венгрии». После этого он переехал в Сидней и присоединился к клубу «Сент-Джордж», где играл с 1969 по 1976 год, завоевав три титула в государственной лиге Южного Уэльса. Затем он играл за «Сидней Юнайтед» в 1977—1979 годах.
В 1975 году Аттила на правах аренды играл за «Манчестер Юнайтед», заменив Дэвида Маккрири в матче против «Квинсленда». Он забил гол, а его команда победила с счётом 3:0.

### В сборной
Аттила Абоньи дебютировал в Австралии в ноябре 1967 года, когда национальная команда отправилась во Вьетнам на товарищеский турнир. Он сделал хет-трик в дебюте против Новой Зеландии, а потом сделал ещё один хет-трик во втором матче против Сингапура. Он сыграл за сборную Австралии в 1974 году в Западной Германии, где представлял Новый Южный Уэльс и Викторию. Забив 25 голов за Австралию в 61 матчах между 1967 и 1977 годами, он стал пятым бомбардиром в истории сборной Австралии.

### Тренерская
После завершения карьеры в 1979 году, Аттила Абоньи перешёл на тренерскую работу после того, как занял место тренера-игрока в «Сидней Юнайтед» в сезонах 1978 и 1979 годов. «Сидней Юнайтед» выиграл второстепенное премьерство за эти два года. Аттила переехал в «Мелита Иглз» только в качестве тренера, где они выиграли незначительное премьерство и проиграли в гранд-финале. Затем ему предложили работу в «Ривервуд». В его первом сезоне они финишировали седьмыми, а затем заняли второе место в 1982 году, уступая по разнице голов «Сидней Юнайтед». Абоньи переехал в Канберру в 1983 году и тренировал «Канберра Сити» в национальной футбольной лиге. В сезоне 1984 года «Сидней Юнайтед» предложил Аттиле должность главного тренера, которую он принял (так как его семья осталась в Сиднее). Он был уволен в середине сезона из-за плохих результатов на фоне высоких ожиданий со стороны правления. В 1987 и 1988 годах помогал Фрэнку Ароку в «Сент-Джордже», который был в национальной футбольной лиге.

## Личная жизнь
После того, как он оставил футбольную карьеру, Аттила Абоньи переехал в Кофс-Харбор на северном побережье Нового Южного Уэльса, Австралия. Абоньи был включен в Зал славы футбола Австралии в 1999 году.
Скончался 6 июля 2023 года на 77-м году жизни. У него остались жена Крис, дочь Карен и сын Роберт.